# 소프트웨어 개발
소프트웨어 개발(영어: software development)은 애플리케이션, 프레임워크, 기타 소프트웨어 구성 요소의 개발과 유지보수에 수반되는 구상, 디자인, 프로그래밍, 문서화, 테스트, 버그 수정의 과정이다. 소프트웨어 개발은 소스 코드의 작성과 유지보수를 수반하지만 더 넓은 의미에서 보면 일반적으로 계획되고 구조화된 과정 속에서 소프트웨어의 마지막 표명을 통해 원하는 소프트웨어의 개념으로부터 발생하는 모든 과정을 포괄한다. 또, 소프트웨어 개발은 소프트웨어 제품이 탄생하는데 수반되는 연구, 신개발, 프로토타입, 수정, 재사용, 리엔지니어링, 유지보수 등의 기타 활동도 포함한다.

## 개요
소프트웨어 개발에 다음과 같은 단계들을 공유한다:
- 시장 탐구
- 제안된 비즈니스 솔루션을 위한 요구 사항 수집
- 문제 분석
- 소프트웨어 기반 솔루션을 위한 계획 및 디자인 수립
- 소프트웨어 코딩
- 소프트웨어 테스트
- 개발
- 유지 및 버그 수정

## 같이 보기
- 소프트웨어 개발 방법론
- 통합 개발 환경
- 소프트웨어 프로젝트 관리